# Labuan Jambu
Labuan Jambu is een bestuurslaag in het regentschap Sumbawa van de provincie West-Nusa Tenggara, Indonesië. Labuan Jambu telt 2959 inwoners (volkstelling 2010).